# Tsige Duguma
Tsige Duguma (en amárico: ፅጌ ዱጉማ; 23 de febrero de 2001) es una deportista etíope que compite en atletismo, especialista en las carreras de mediofondo.
Participó en los Juegos Olímpicos de París 2024, obteniendo una medalla de plata en la prueba de 800 m. Ganó una medalla de oro en el Campeonato Mundial de Atletismo en Pista Cubierta de 2024, en la misma prueba.

## Palmarés internacional
| Juegos Olímpicos                     | Juegos Olímpicos      | Juegos Olímpicos | Juegos Olímpicos |
| Año                                  | Lugar                 | Medalla          | Prueba           |
| ------------------------------------ | --------------------- | ---------------- | ---------------- |
| 2024                                 | París (Francia)       | Medalla de plata | 800 m            |
| Campeonato Mundial en Pista Cubierta |                       |                  |                  |
| Año                                  | Lugar                 | Medalla          | Prueba           |
| 2024                                 | Glasgow (Reino Unido) | Medalla de oro   | 800 m            |